# Nocciano
Nocciano é uma comuna italiana da região dos Abruzos, província de Pescara, com cerca de 1.671 habitantes. Estende-se por uma área de 13 km², tendo uma densidade populacional de 129 hab/km². Faz fronteira com Alanno, Catignano, Cugnoli, Pianella, Rosciano.

## Demografia
| Variação demográfica do município entre 1861 e 2011                               |
|                                                                                   |
| Fonte: Istituto Nazionale di Statistica (ISTAT) - Elaboração gráfica da Wikipedia |